# Michael Yeung Ming-cheung

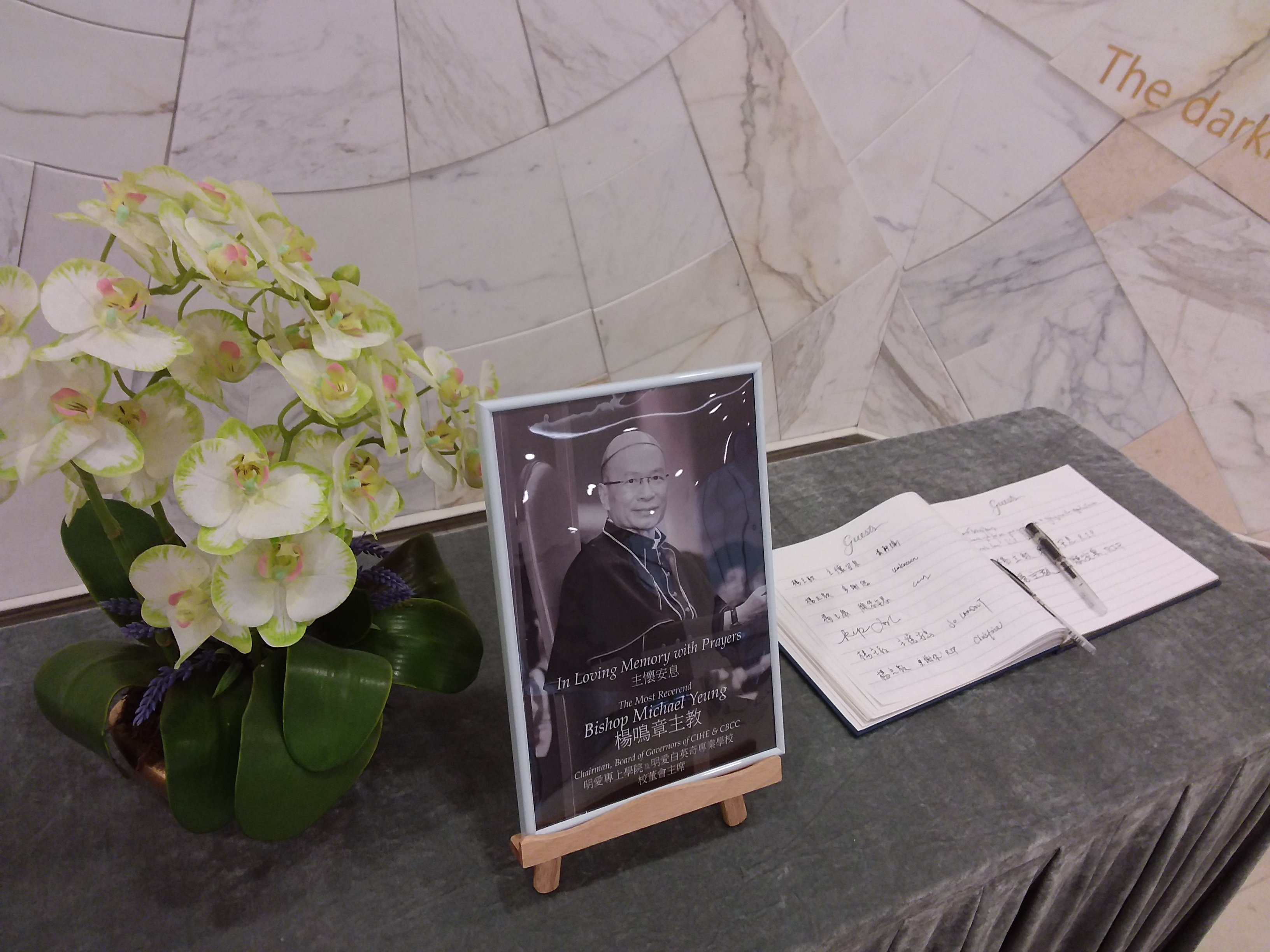
Kondolenztisch für den verstorbenen Bischof Michael Yeung Ming-cheung (2019)

Bischofswappen

Michael Yeung Ming-cheung (chinesisch 楊鳴章; * 1. Dezember 1945 in Shanghai; † 3. Januar 2019 im Central and Western District, Hongkong) war ein chinesischer Geistlicher und römisch-katholischer Bischof von Hongkong.

## Leben
Michael Yeung Ming-cheung wurde in Shanghai in einer katholischen Familie geboren und kam mit 14 Jahren nach Hongkong. Nach seiner Schulzeit war er in einer Import-Export-Firma in Hongkong tätig. Im Alter von 26 Jahren trat er in das Priesterseminar in Hongkong ein. Nach Philosophie- und Theologiestudium empfing Michael Yeung Ming-cheung am 10. Juni 1978 das Sakrament der Priesterweihe. Nach seelsorgerischer Tätigkeit absolvierte er ein Kommunikationsstudium (Syracuse University, USA) sowie Philosophie und Erziehungswissenschaften (Harvard  University, USA). 2003 wurde er Leiter der Caritas-Hongkong. 2009 wurde er Generalvikar seines Heimatbistums.
Am 11. Juli 2014 ernannte ihn Papst Franziskus zum Titularbischof von Mons in Numidia und bestellte ihn zum Weihbischof in Hongkong. Der Bischof von Hongkong, John Kardinal Tong Hon, spendete ihm sowie auch Stephen Lee Bun Sang und Joseph Ha Chi-shing OFM am 30. August desselben Jahres die Bischofsweihe; Mitkonsekratoren waren der emeritierte Bischof von Hongkong, Joseph Kardinal Zen Ze-kiun SDB, und der Sekretär der Kongregation für die Evangelisierung der Völker, Kurienerzbischof Savio Hon Tai-Fai SDB.
Papst Franziskus ernannte ihn am 13. November 2016 zum Koadjutorbischof von Hongkong. Mit dem altersbedingten Rücktritt von Kardinal Tong Hon folgte er diesem am 1. August 2017 als Bischof von Hongkong nach.